# Фтинозух
Фтинозух (лат. Phthinosuchus, от др.-греч. φθῐνάς σοῦχος — губительный крокодил) — вымерший род примитивных терапсид, обычно относимых к группе биармозухий, но также сближаемых с горгонопсами-рубиджеидами. Типовой и единственный вид — Phthinosuchus discors (от лат. discors — противоречивый). Известен по неполным черепам из «средней» перми Приуралья (так называемые медистые песчаники).

## Таксономия

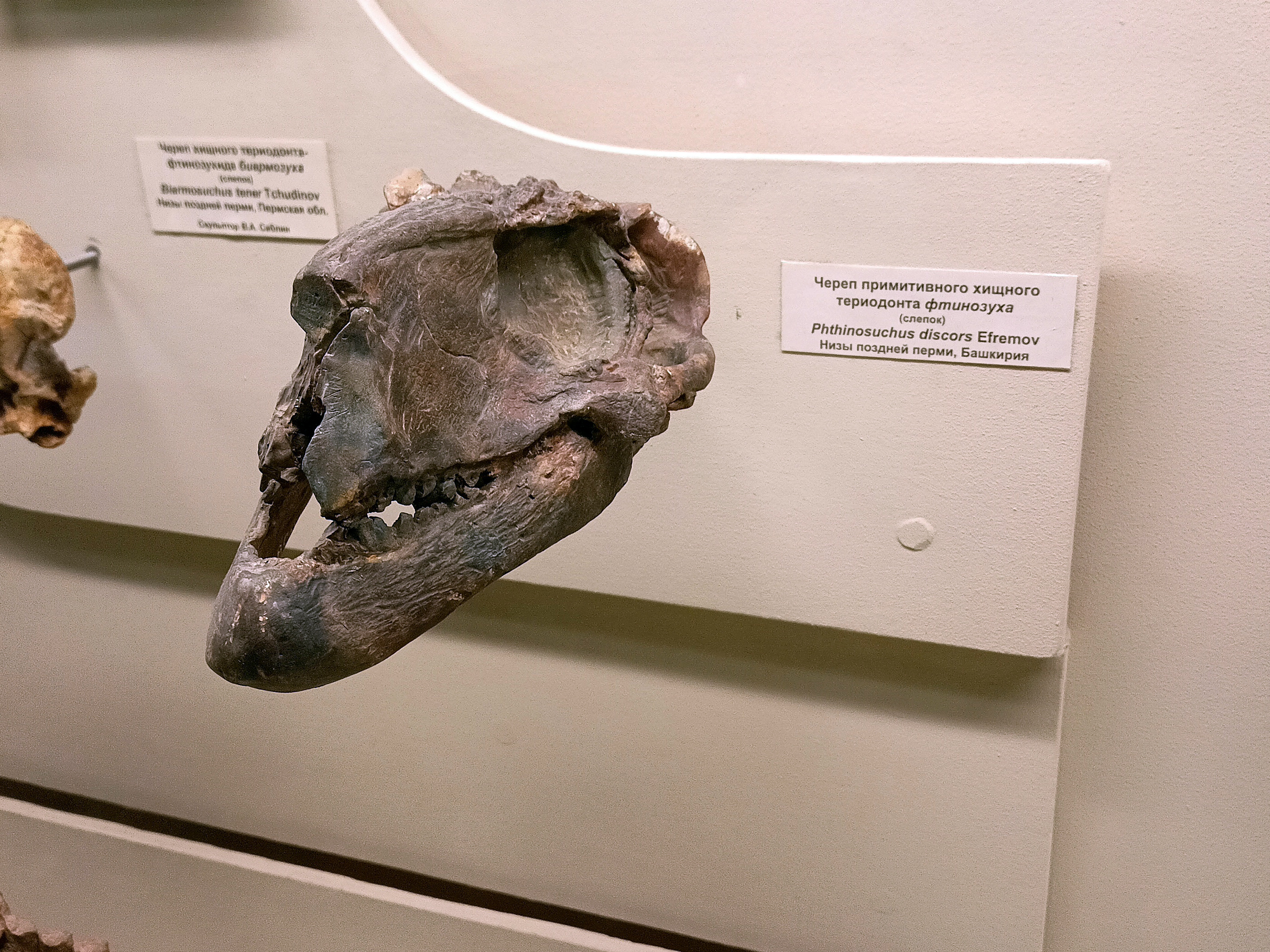
Череп фтинозуха

Впервые описан как «голова ящера» Фëдором Фëдоровичем Кваленом в 1840 году. Фишер фон Вальдгейм первоначально отнёс череп к роду Rhopalodon. Затем он описал другой образец под названием «Dinosaurus murchisoni» (в 1847 году). Название Dinosaurus отражало «хищную и прожорливую натуру» этого животного. Эдуард Эйхвальд в 1848 году доказал принадлежность фрагментов одному черепу. Но он не считал возможным использовать название Dinosaurus, поскольку к тому времени Р. Оуэн уже предложил это название для целого отряда вымерших рептилий. Повторно описан Г. Сили под именем «Rhopalodon» в 1894 году, причём именно этот автор описал другой почти полный череп, изображаемый в научной литературе. Род Phthinosuchus предложен И. А. Ефремовым в 1954 году. Ефремов считал фтинозуха примитивным горгонопсом. Истинное систематическое положение данного рода оставалось неуточнённым, ввиду фрагментарности остатков. В последнее время М. Ф. Ивахненко вновь отнёс животное к горгонопсам, сближая его с рубиджеями. Ивахненко настаивает на приоритете названия Dinosaurus murchisoni и в последней (2008) сводке по пермским тетраподам фтинозух назван именно так.

## Описание

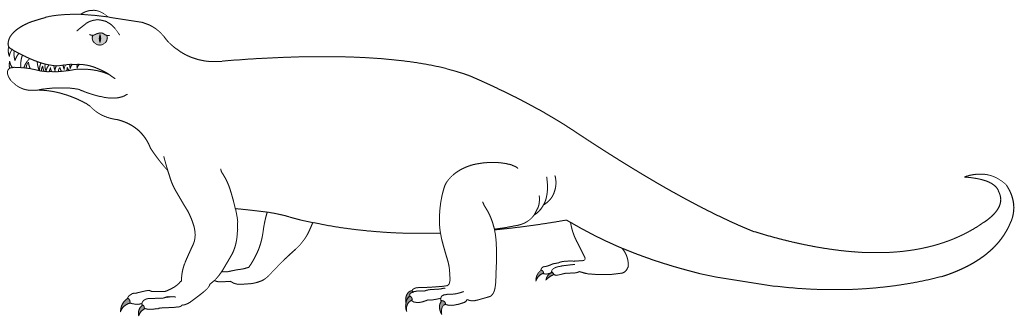
Фтинозух

Длина черепа составляла около 20 см, череп высокий и узкий, крупная глазница с кольцом склеротики. Передняя часть черепа неизвестна. Около 10—12 пар сжатых с боков заклыковых зубов в верхней и нижней челюсти. В целом череп сильно деформирован и в настоящее время для изучения доступны лишь слепки исходных находок и череп, описанный Г. Сили.
Часто публикуемая реконструкция черепа фтинозуха (и модель черепа в Палеонтологическом музее в Москве) основана на работе И. А. Ефремова, передняя часть черепа в этой реконструкции восстановлена. Несомненный хищник, длиной около 1,5 метров. Возраст фтинозуха, вероятно, соответствует Очёрскому субкомплексу (около 267 млн лет), но может быть и несколько моложе.
Близкий род — камагоргон (лат. Kamagorgon) — описан Л. П. Татариновым в 1998 году из более древних отложений голюшерминского комплекса в Удмуртии.

## Галерея

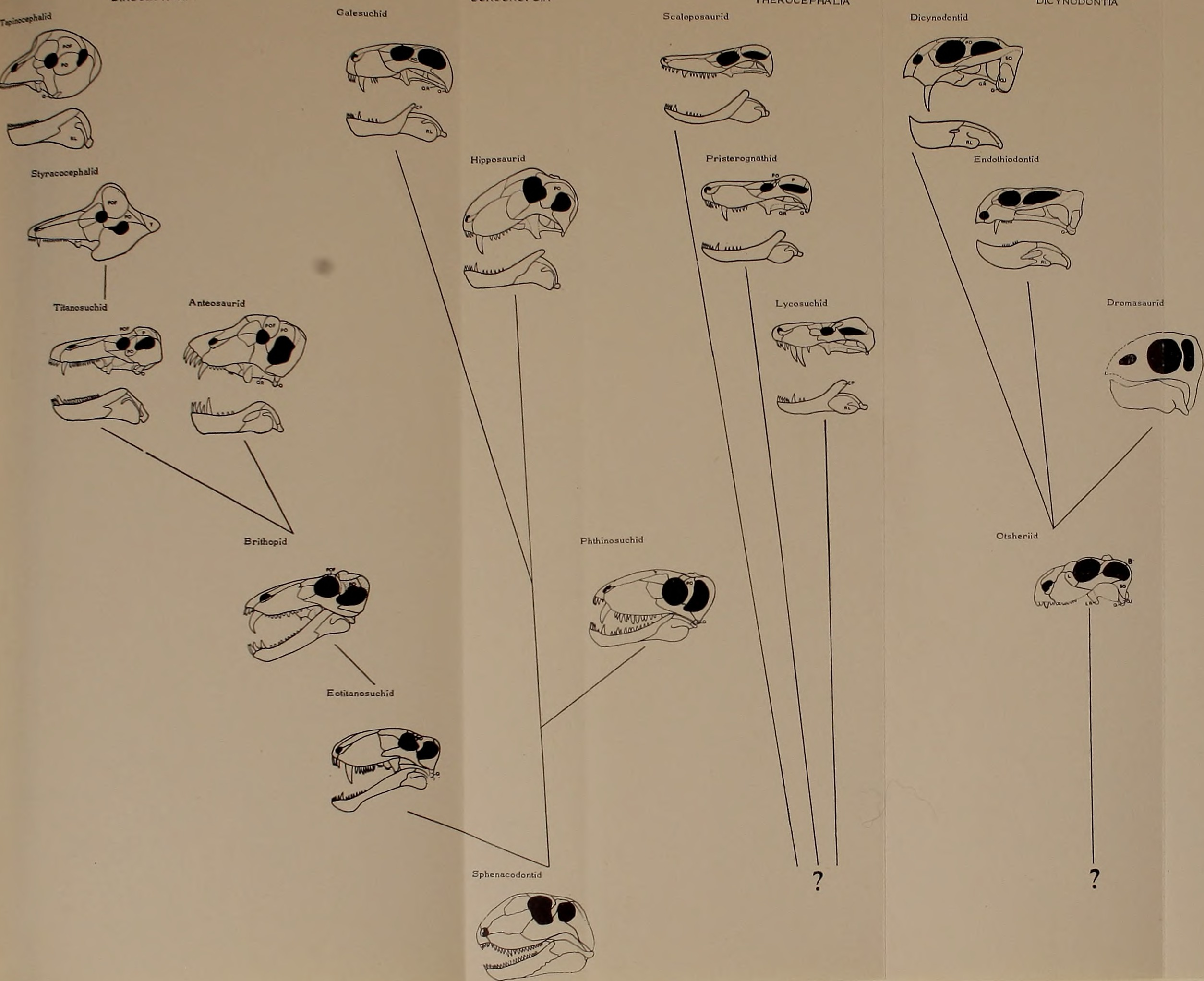